# Serie A Élite Cup 2023-2024
La Serie A Élite Cup 2023-24 fu la 36ª edizione della coppa nazionale italiana di rugby a 15 maschile.
Solo limitatamente a tale edizione abbandonò il consueto nome di Coppa Italia.
Si tenne dal 13 gennaio 2024 al 12 maggio 2024 tra 5 squadre che, diversamente dalle altre edizioni, si incontrarono con la formula del girone unico.
A emergere vincitore fu Mogliano, autore della sua prima vittoria nel torneo.

## Formula
Il torneo vide di fronte quattro squadre provenienti dal TOP10 2022-23 (nell'ordine di classifica Colorno, Fiamme Oro, Lyons e Mogliano) più la neopromossa Vicenza.
La formula fu quella del girone unico con gare di sola andata.
Al termine di tutte le gare, la squadra con il miglior punteggio (e a parità di esso quella con la migliore differenza punti fatti/subiti) si aggiudicò la competizione.

## Squadre partecipanti
- Colorno
- Fiamme Oro (Roma)
- Lyons (Piacenza)
- Mogliano (Mogliano Veneto)
- Vicenza

## Risultati
| Arbitro: | Favaro (Venezia) |

| |    |                             |
| Trambaiolo 3’ Pontanari 10’, 60’ O’Leary-Blade 13’, 17’, 40’ Bruniera 15’ Williams 59’ Foroncelli 66’ Lisciani 70’ Pagano 80’ | mt | 52’ Bellucci 76’ Casagrande |
| Bruniera 3’, 10’, 13’, 15’, 17’, 40’, 59’, 60’, 66’, 70’, 80’                                                                 | tr | 52’, 76’ Pecorella          |

| Arbitro: | Meschini (Milano) |

|                                           |      |                        |
| Ceccato 6’ Mercerat 53’ O’Leary-Blade 75’ | mt   | 16’ Salerno 29’ Rodina |
| Bruniera 6’, 75’                          | tr   |                        |
| Bruniera 46’, 71’                         | c.p. |                        |

| Arbitro: | Locatelli (Bergamo) |

|                                                                                  |      |                                 |
| Pastore Stocchi 2’ Strampelli 28’ Castellucci 39’ Falcini 57’ Mastrodomenico 70’ | mt   | 23’, 54’ Nisica 30’, 67’ Corona |
| Valsecchi 2’, 28’, 57’, 70’                                                      | tr   | 23’, 54’, 67’                   |
| Valsecchi 35’, 77’                                                               | c.p. |                                 |

| Arbitro: | Vinci (Rovigo) |

|                                                                    |    |                                      |
| Bruno 1’, 11’, 62’ De Rossi 16’, 43’ Bance 25’ Paz 29’ Zaridze 36’ | mt | 8’ Dell’Oglio 16’ Manente 49’ Grassi |
| Chico 1’, 11’, 20’, 25’, 36’, 43’, 62’                             | tr | 8’, 16’ Coletto                      |

| Arbitro: | Merli (Ancona) |

|                                                                                     |    |                                                |
| De Rossi 14’ Rodina 16’ Nakov 29’, 36’ Janse v. Rensburg 44’ Cuoghi 51’ Profiti 76’ | mt | 6’ Abanga 22’ Nisica 55’ Agnelli 72’ Pacchiani |
| Groppelli 14’, 44’, 51’                                                             | tr | 6’, 22’, 55’ Cantoni 72’ R. Cattaneo           |

| Arbitro: | Palombi (Perugia) |

|                           |      |                           |
| Henderson 20’ Bolzoni 29’ | mt   | 61’ Costantini 68’ Caruso |
| Russo 20’, 29’            | tr   | 61’, 68’ Santoro          |
| Russo 72’, 79’            | c.p. |                           |

| Arbitro: | Smussi (Brescia) |

|                                |      |                                                                  |
| Travaglini 25’, 36’ Nisica 74’ | mt   | 19’ Lubiato 20’ Douglas 42’, 60’ Chinellato 50’ Garbisi 79’ Abad |
| Cantoni 36’, 74’               | tr   | 19’, 20’, 42’, 50’, 79’ Abad                                     |
|                                | c.p. | 15’ Abad                                                         |

| N/A 12 maggio 2024 | Mogliano | 28 – 0 | Vicenza |  |

| Arbitro: | Negro (Como) |

| |    |                                                       |
| Sutto 2’ Garbisi 10’ Vanzella 22’, 30’, 70’ Grassi 36’ Gentile 40’ Semenzato 44’ Cervellin 78’ Benetello 80’ | mt | 18’, 27’ Chianucci 38’ Siragusa 51’ Soro 66’ Angelone |
| Abad 2’, 10’, 22’, 30’, 40’, 44’, 70’, 78’, 80’                                                              | tr | 27’, 38’, 51’, 66’ Valsecchi                          |

| Arbitro: | Palombi (Perugia) |

|                                                                                               |    |                                    |
| Corona 1’, 15’, 51’ Cachan 3’ Abanga 11’ Manfrini 18’, 35’ Artusio 37’ Calosso 52’ Ostoni 72’ | mt | 7’ Lazzarotto 28’ Sánchez-Valarolo |
| Cantoni 1’, 3’, 11’, 15’, 18’, 35’, 72’                                                       | tr | 7’, 28’ O’Leary-Blade              |

## Classifica
| Pos | Squadra    | G | V | N | P | PF  | PS  | DP  | BMP | Pt |
| --- | ---------- | - | - | - | - | --- | --- | --- | --- | -- |
| 1   | Mogliano   | 4 | 3 | 0 | 1 | 158 | 106 | +52 | 3   | 15 |
| 2   | Lyons      | 4 | 3 | 0 | 1 | 125 | 86  | +39 | 2   | 14 |
| 3   | Vicenza    | 4 | 2 | 0 | 2 | 116 | 116 | 0   | 1   | 9  |
| 4   | Colorno    | 4 | 1 | 0 | 3 | 137 | 137 | 0   | 3   | 7  |
| 5   | Fiamme Oro | 4 | 1 | 0 | 3 | 100 | 191 | −91 | 3   | 7  |